# Józef Struś

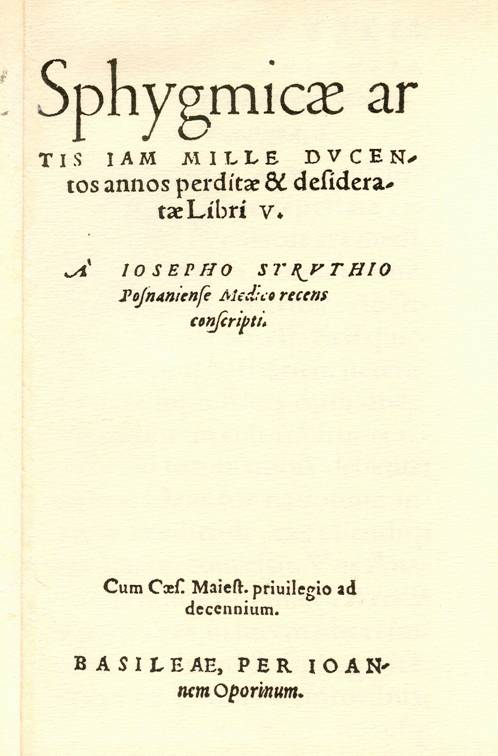
Titelblatt des Werkes Sphygmicae artis (...) von Struś

Józef Struś (latinisiert Josephus Struthius; * 1510 in Posen; † zwischen dem 27. Juli 1568 und dem 26. Januar 1569 in Posen) war ein polnischer Mediziner, Professor der Medizin und Rhetorik in Padua (von 1535 bis 1537) und persönlicher Leibarzt der polnischen Könige. Im Jahr 1556 folgte Struthius der Schwester des polnischen Königs Sigismund August auf dessen Wunsch nach Weißenburg in Siebenbürgen. Von dort wurde der namhafte Mediziner zum kranken Sultan SüleymanII. gerufen, der ihn gerne an seinem Hofe behalten hätte. Dennoch kehrte Struthius über Ofen wieder nach Posen zurück. Er wurde zum Bürgermeister Posens von 1557 bis 1558 und von 1558 bis 1559 gewählt.
Sein konzeptioneller Ansatz zur Messung des Pulses wird als Pionierleistung und seinerzeit revolutionär betrachtet. In seinem Werk Sphygmicae artis iam mille ducentos annos perditae et desideratae libri V. (1555) beschreibt er (vorherige Pulsbewertungen einschränkend auf) fünf verschiedene Pulstypen, deren diagnostische Bedeutung und den Einfluss der Körpertemperatur auf das Nervensystem und den Puls. Es enthält die möglicherweise früheste grafische Darstellung des menschlichen Pulses. Sein Buch wurde von William Harvey für dessen Arbeiten genutzt.
Robert Burton schrieb über Josephus Struthius (sein lateinischer Name) in Anatomie der Melancholie: „Josephus Struthius, jener Pole, behauptet im fünften Buch, Kapitel 17, dass (…) die Leidenschaften des Geistes im Puls auffindbar sein mögen.“
Struthius starb 1568 an der Pest.